# Alwin
Alwin ist ein männlicher Vorname. Die weibliche Form ist Alwine.

## Herkunft und Bedeutung
Für den Namen Alwin existieren zwei verschiedene mögliche Herleitungen.
- Variante von Adalwin:[1][2] Zusammensetzung aus den germanischen Elementen adal „edel“ und win „Freund“[3]
- Variante von Alfwin:[1][2] Zusammensetzung aus den germanischen Elementen alf „Elfe“ und win „Freund“[4]

## Varianten

### Männliche Varianten
- Varianten von Alwin
  - Deutsch: Alvin
  - Englisch: Elvin, Elwyn, Alvin
  - Skandinavien: Alvin, Albin
- Varianten von Alfwin
  - Altnordisch: Alfvin
  - Angelsächsisch: Ælfwine
  - Germanisch: Alboin
- Varianten von Adalwin
  - Angelsächsisch: Æðelwine, Æthelwine

### Weibliche Varianten
- Deutsch: Alwine, Alwina, Alvine, Alvina
- Englisch: Alvena, Alvina
- Skandinavien: Alwine, Alwina, Alvine, Alvina
- Spanisch: Etelvina

## Namenstag
Der Namenstag ist der 26. Mai.

## Namensträger

### Vorname
- Alwin Arnegger (1883–1916), österreichischer Porträt- und Landschaftsmaler
- Alwin Aschenborn (1816–1865), deutscher Jurist und Landrat sowie Forschungsreisender und Pflanzensammler
- Alwin Berger (1871–1931), deutscher Botaniker
- Alwin Binder (1934–2017), deutscher Germanist und Literaturwissenschaftler
- Alwin Blaue (1896–1958), deutscher Maler, Graphiker, Bildhauer und Kunsthandwerker
- Alwin Brandes (1866–1949), deutscher Politiker (SPD) und Gewerkschaftsführer
- Alwin Brinkmann (* 1946), Oberbürgermeister von Emden
- Alwin Brück (1931–2020), deutscher Politiker (SPD)
- Alwin Diemer (1920–1986), deutscher Philosoph, Phänomenologe, Wissenschaftstheoretiker und -manager
- Alwin Dossmann (1894–1978), deutscher Architekt, Schriftsteller und Maler
- Alwin Elling (1897–1973), deutscher Filmregisseur
- Alwin Engelhardt (1875–1940), deutscher Scharfrichter
- Alwin Freudenberg (1873–1930), deutscher Schriftsteller und Pädagoge
- Alwin Gerisch (1857–1922), deutscher Politiker (SPD) und Schriftsteller
- Alwin Hammers (* 1942), deutscher Pastoralpsychologe und Lehrpsychotherapeut
- Alwin Knapp (1918–1995), deutscher Dermatologe und Humangenetiker
- Alwin Komolong (* 1995), papua-neuguineischer Fußballspieler
- Alwin Körsten (1856–1924), deutscher Gewerkschafter und Politiker (SPD)
- Alwin Kronacher (1880–1951), deutscher Dramaturg, Regisseur und Theaterleiter
- Alwin H. Küchler (* 1965), deutscher Kameramann
- Alwin Kuhn (1902–1968), deutscher Romanist und Sprachwissenschaftler
- Alwin Lonke (1865–1947), deutscher Pädagoge, Historiker und Autor
- Alwin Lorgus (1852–1920), deutscher Garteninspektor und Pomologe
- Alwin Mittasch (1869–1953), deutscher Chemiker
- Alwin Nachtweh (1868–1939), deutscher Ingenieur, Konstrukteur und Hochschullehrer
- Alwin Neuß (1879–1935), deutscher Schauspieler und Filmregisseur
- Alwin Oppel (1849–1929), deutscher Wirtschafts- und Schulgeograph
- Alwin Otten (* 1963), deutscher Leichtgewichts-Ruderer
- Alwin M. Pappenheimer (1908–1995), US-amerikanischer Chemiker, Immunologe und Bakteriologe
- Alwin Peschke (1869–1929), deutscher Komponist, Musiker und Kapellmeister
- Alwin Renker (1931–2013), deutscher katholischer Theologe und Priester
- Alwin Riemke (1910–1991), deutscher Fußballtorwart, Fußballtrainer und DFB-Funktionär
- Alwin Römer (1861–1924), deutscher Schriftsteller
- Alwin Rudel (1818–1887), deutscher Papierfachmann und -fachschriftsteller, Verleger, Techniker und Journalist
- Alwin Schmundt (1853–1940), deutscher Generalleutnant
- Alwin Schockemöhle (* 1937), deutscher Springreiter
- Alwin Schönberger (* 1968), österreichischer Wissenschaftsjournalist und Autor
- Alwin Michael Schronen (* 1965), deutscher Komponist, Chorleiter und Dozent
- Alwin Schultz (1838–1909), deutscher Kunst- und Kulturhistoriker
- Alwin Seifert (Maler) (1873–1937), Landschaftsmaler, Grafiker, Lithograf und Kunstgewerbler
- Alwin Seifert (1890–1972), deutscher Gartenarchitekt und Hochschullehrer
- Alwin Theobald (* 1968), deutscher Politiker (CDU)
- Alwin Vater (1869–1918), deutscher Bahnradsportler und Eisschnellläufer
- Alwin Wagner (* 1950), deutscher Diskuswerfer
- Alwin Walther (1898–1967), deutscher Mathematiker und Ingenieur
- Alwin Wieck (1821–1885), deutscher Geiger und Klavierlehrer, Bruder von Clara Schumann
- Alwin Wolz (1897–1978), letzter Stadtkommandant von Hamburg 1945
- Alwin Ziel (* 1941), deutscher Politiker (SPD)

#### Alvin
- Alvin Brown (* 1962), US-amerikanischer Politiker (Demokratische Partei)
- Alvin Langdon Coburn (1882–1966), US-amerikanisch-britischer Fotograf
- Alvin Jackson (* 1921), US-amerikanischer Jazzbassist
- Alvin Kamara (* 1995), US-amerikanischer American-Football-Spieler
- Alvin Kraenzlein (1876–1928), US-amerikanischer Leichtathlet
- Alvin Lee (1944–2013), britischer Bluesrockgitarrist und -sänger
- Alvin Lucier (1931–2021), US-amerikanischer Komponist und Klangkünstler
- Alvin Myerovich (1906–1996), US-amerikanischer Musiker und Schauspieler
- Alvin Plantinga (* 1932), amerikanischer Philosoph (Schwerpunkte Erkenntnistheorie und Religionsphilosophie)
- Alvin H. Rosenfeld (* 1938), US-amerikanischer Buchautor und Literaturwissenschaftler
- Alvin Snow (* 1981), amerikanischer Basketballspieler und Sportagent
- Alvin Stardust (1942–2014), britischer Rockmusiker und Schauspieler
- Alvin Toffler (1928–2016), US-amerikanischer Futurologe
- Alvin Walker (1971–2022), US-amerikanischer Jazzmusiker
- Alvin M. Weinberg (1915–2006), US-amerikanischer Reaktorphysiker und Wissenschaftsorganisator

### Familienname
- Anicée Alvina (1953–2006), französische Sängerin und Schauspielerin
- Dave Alvin (* 1955), US-amerikanischer Alternative-Country-, Roots-Rock-, Blues- und Folk-Musiker
- Frédéric Alvin (1864–1949), belgischer Numismatiker und Bibliothekar
- Karl Alwin (ehemals Alwin Oskar Pinkus; 1891–1945), deutscher Dirigent
- Lennart Alvin (* 1941), schwedischer Diplomat
- Max Alwin (1939–1995), niederländischer Ruderer